# 대한민국-탄자니아 관계
대한민국과 탄자니아는 두 나라는 1992년 4월 30일에 양국 관계를 수립했고 그 이후로 우호적인 관계를 유지하고 있다. 대한민국은 1992년에 탄자니아 수도 다르에스살람에 대사관을 설치하였다. 이후 탄자니아는 2018년에 대한민국 수도 서울에 대사관을 설치하였다.

## 역사
탄자니아는 1992년 4월 30일 양국 간 외교 관계가 수립된 이후 주일 대사관과 함께 대한민국과 외교 관계를 유지하고 있다. 2017년 존 마구풀리 대통령 하에 외교 관계 기념 25주년 기념 행사에 대사관이 서울에 설립되었다. 대사관은 2018년 2월에 문을 열었다.

## 방문

### 탄자니아의 대한민국 방문
- 2009년 9월, 탄자니아의 미젱고 핀다 총리가 대한민국을 방문하여 한승수 국무총리와 이명박 대통령을 만났다.[4]
- 2024년 5월, 탄자니아의 대통령 사미아 술루후 하산이 대한민국을 국빈 방문했다. 그녀는 윤석열 대통령의 영접을 받았다.[5]

## 같이 보기
- 탄자니아의 대외 관계
- 대한민국의 대외 관계